# Geeklog
Geeklog – otwarty, wolny system zarządzania treścią, wspierający różne bazy danych (MySQL, PostgreSQL, Microsoft SQL Server). Celem, jaki stawiają przed sobą twórcy projektu, jest bezpieczeństwo danych – co znalazło odzwierciedlenie w zmianie sloganu projektu – od 2010 roku brzmi on The secure CMS.